# Angel Locsin
Angel Locsin (ur. 23 kwietnia 1985 w Santa Maria, Bulacan) – filipińska aktorka, modelka i projektantka odzieży.

## Życiorys
Uczyła się w szkole działającej przy Uniwersytecie Santo Tomás w Manili. Pracowała w sklepie z odzieżą w Quezon City, gdzie została dostrzeżona przez jednego z producentów reklam, który zaproponował jej kontrakt. Na podpisanie kontraktu nie zgodził się wówczas ojciec Angel. Zagrała tylko niewielką rolę w filmie Ping Lacson: Supercop. W 2001 rozpoczęła występy w reklamówkach, promując serię odzieży dla nastolatek. Sukces kampanii przyczynił się do powierzenia jej roli w serialu telewizyjnym Let the Love Begin, w którym zagrała u boku Richarda Gutierreza i Jenylyn Mercado.
W sierpniu 2007 wzięła udział w szkoleniu z zakresu projektowania odzieży, organizowanym przez Central Saint Martins College of Art and Design w Londynie. W tym samym miesiącu podpisała dwuletni kontrakt ze stacją telewizyjną ABS-CBN i wkrótce wyprodukowała swój pierwszy film Angels. W 2008 zadebiutowała w serialu telewizyjnym Lobo, który jednak nie cieszył się popularnością i w tym samym roku został zdjęty z anteny.
W 2009 Locsin pojawiła się w serialu Only You, będącym filipińskim remakiem dramatu wyświetlanego przez koreańską telewizję SBS. Serial przyniósł jej popularność na Filipinach, potwierdzoną kolejną rolą w serialu Imortal.
Do 2012 wystąpiła w 18 filmach fabularnych. Jej kreacje aktorskie doczekały się kilkunastu nagród. Najwięcej z nich, w tym tytuł Filipińskiej Aktorki Roku, zdobyła za rolę Mercedes Fernandez w filmie In The Name Of Love.

## Filmy fabularne
- 2000: Ping Lacson: Supercop jako Robina Gokonwei
- 2003: Mano Po 2 jako Eliza
- 2003: Twin Hearts (serial telewizyjny)
- 2004: Kuya jako Barbs
- 2004: Sigaw jako Pinky
- 2005: Let the Love Begin jako Pia
- 2007: The Promise jako Andrea de Vera
- 2007: Angels jako Angie
- 2009: Love Me Again jako Arah
- 2011: In The Name Of Love jako Mercedes Fernandez
- 2012: UnOfficially Yours jako księżniczka Bricenio
- 2013: Four Sisters and a Wedding jako Alex Salazar
- 2016: Everything About Her jako Jaica Domingo
- 2016: The Third Party jako Andi
- 2020: Four Sisters Before the Wedding jako Alex Salazar